# Ungodly Hour
Ungodly Hour é o segundo álbum de estúdio do duo Chloe x Halle, lançado em 12 de junho de 2020 pela Parkwood Entertainment e Columbia Records. Originalmente estava previsto para ser lançado em 5 de junho, o álbum foi adiado para 12 de junho como uma forma de mostrar respeito e apoio ao movimento Black Lives Matter.

## Antecedentes
Em 14 de maio de 2020, Chloe x Halle anunciaram seu segundo álbum de estúdio, Ungodly Hour. Eles também revelaram a arte e a disponibilizaram para pre-save com os dois primeiros singles "Catch Up" e "Do It", exclusivamente no iTunes.

## Análise da crítica
O álbum recebeu elogios da crítica, com os críticos elogiando sua entrega vocal, crescimento artístico, maturidade e coesão do álbum. Shahzaib Hussain, do Clash, afirmou que o álbum "carece de parte do espírito de bricolage de seus esforços anteriores, mas se beneficia de navegar pelas trilhas de jogabilidade e experimentação". Rachel Aroesti, do The Guardian, disse que o par combina "harmonias suntuosas com batidas complexas" e que a atenção do ouvinte foi atraída para os detalhes do álbum e "o apelo de queima lenta das melodias vocais do par, que são habitualmente inventivas, ornamentadas e assustadoras. bonita".

## Lista de faixas
Lista de faixas adaptadas do Apple Music.
| N.º            | Título                                                   | Compositor(es)                                                                      | Produtor(es)                                            | Duração |  |
| 1.             | "Intro"                                                  | Chloe Bailey Halle Bailey Nija Charles Mark Spears                                  | C. Bailey                                               | 0:28    |  |
| 2.             | "Forgive Me"                                             | C. Bailey H. Bailey Charles Spears                                                  | C. Bailey Sounwave Jake One                             | 2:38    |  |
| 3.             | "Baby Girl"                                              | C. Bailey H. Bailey                                                                 | C. Bailey                                               | 3:32    |  |
| 4.             | "Do It"                                                  | C. Bailey H. Bailey Anton Kuhl Scott Storch Victoria Monét Vincent Van den Ende     | Storch Asoteric [a] Avedon [a]                          | 2:56    |  |
| 5.             | "Tipsy"                                                  | C. Bailey H. Bailey                                                                 | C. Bailey                                               | 2:33    |  |
| 6.             | "Ungodly Hour"                                           | C. Bailey H. Bailey Guy Lawrence Howard Lawrence                                    | Disclosure                                              | 4:16    |  |
| 7.             | "Busy Boy"                                               | C. Bailey H. Bailey Jeff Gitelman Nasri Atweh                                       | Gitty Atweh                                             | 3:10    |  |
| 8.             | "Catch Up" (com Swae Lee com part. de Mike Will Made-It) | C. Bailey H. Bailey Michael Len Williams II Adam Waldman Asheton Hogan Khalif Brown | Mike Will Made-It Pluss Royal Z                         | 3:04    |  |
| 9.             | "Overwhelmed"                                            | C. Bailey H. Bailey                                                                 | C. Bailey                                               | 0:52    |  |
| 10.            | "Lonely"                                                 | C. Bailey H. Bailey Storch Ende Paimon Jahanbin Nima Jahanbin                       | Chloe x Halle Storch Avedon Wallis Lane Felicia Ferraro | 3:15    |  |
| 11.            | "Don't Make It Harder on Me"                             | C. Bailey H. Bailey Atweh Gitelman                                                  | Gitty                                                   | 3:35    |  |
| 12.            | "Wonder What She Thinks of Me"                           | C. Bailey H. Bailey                                                                 | Chloe x Halle                                           | 3:32    |  |
| 13.            | "ROYL"                                                   | C. Bailey H. Bailey Jahaan Sweet Matthew Samuels Anderson Hernandez                 | Chloe x Halle Boi-1da Jahaan Sweet Vinylz               | 3:25    |  |
| Duração total: | Duração total:                                           | Duração total:                                                                      | Duração total:                                          | 37:10   |  |

Notas
- ↑[a]  significa um co-produtor.

## Desempenho nas tabelas musicas

### Posições
| Tabela musical (2020)                         | Melhor posição |
| --------------------------------------------- | -------------- |
| Bélgica (Ultratop de Flandres)                | 160            |
| Canadá (Billboard Canadian Albums)            | 71             |
| Estados Unidos (Billboard 200)                | 16             |
| Estados Unidos (Billboard R&B/Hip-Hop Albums) | 11             |
| França (SNEP)                                 | 200            |
| Reino Unido (UK Albums Chart)                 | 80             |
| Reino Unido (UK R&B Albums Chart)             | 11             |